# Alfons Grajek
Alfons Grajek (* 11. August 1927 in Berlin; † 7. Oktober 1992 ebenda) war ein deutscher Politiker (CDU).
Alfons Grajek besuchte eine Volksschule und machte eine Lehre. Er arbeitete zunächst als Vertreter der Sozialversicherung, wurde aber von der Wehrmacht eingezogen und anschließend schwer kriegsbeschädigt. Nach dem Zweiten Weltkrieg lebte er zwei Jahre in der Schweiz und kehrte 1947 nach Berlin zurück.
Grajek trat der CDU bei und studierte ab 1950 an der Deutschen Hochschule für Politik und am Kommunalwissenschaftlichen Institut Berlin. Er arbeitete an der Landesversicherungsanstalt Berlin (LVA) und wurde bei der Berliner Wahl 1954 in das Abgeordnetenhaus von Berlin gewählt. Bei der folgenden Wahl 1958 wurde Grajek zunächst wiedergewählt, schied aber bereits im Januar 1959 aus, da ihn die Bezirksverordnetenversammlung im Bezirk Charlottenburg zum Bezirksstadtrat für Wirtschaft und Wohnungswesen gewählt hatte. Bis 1971 blieb er in diesem Amt.
Von 1966 bis 1970 war Grajek der Vorsitzende der CDU Charlottenburg.